# どこかでなにかがミステリー
『どこかでなにかがミステリー』（原題：So Weird）は、1999年より放映されたアメリカ合衆国のテレビドラマ。3歳で父を亡くしたフィーは、ロック歌手の母親の全米ツアーに同行するが、行く先々で幽霊やバンパイア、UFOなど超常現象に遭遇する。得意のパソコンを使い、数々の怪事件を解き明かしていく中で、夢や希望を持つことや愛することの大切さを知る。第三シーズンは、フィーに代わりアニーが登場。フィーはeメールやチャットでアニーを助けるなど、SNSをいち早く取り入れた作品。

## 概要
フィオナ・フィリップス、通称フィーは、ロックスターの母親モリーのツアーに同行して全国を旅しながら、旅先で起こる数々の超常現象と父親の死の謎がどのように関係しているかを調査する。アメリカ合衆国のディズニーチャンネルで放送された。宇宙人、幽霊、タイムスリップ、トロールなどといったさまざまな超常現象を扱っており、他のディズニーチャンネルの番組より暗いタッチとなっている。日本ではNHK教育テレビジョンで2001年から2002年にかけて木曜日の18:45から19:10に放送された。

## 登場人物

### 主な登場人物
フィー・フィリップス(Fiona 'Fi' Phillips)
演：カーラ・デリツィア/吹き替え：愛河里花子
この番組の主人公。第3シーズン第1話ではシアトルにいるおばの家に行き、学業に励んだ。
モリー・フィリップス（Molly Phillips）
マッケンジー・フィリップス/華村りこ
フィーとジャックの母であるロック歌手。
リック・フィリップス（Rick Phillips）
フィーたちの父。故人。
ジャック・フィリップス（Jack Phillips ）
パトリック・リーバイス/松野太紀
フィーの兄。
アニー・テーレン (Annie Thelen)
アレックス・ジョンソン/吹き替え：小林沙苗
シーズン3より登場し、フィーがシアトルに行ってからは彼女がモリーのツアーに付き添うことになった。フィリップス一家の知人。
クルー・ベル　(Clu Bell)
エリック・フォン・デッテン/石田彰
フィーとジャックの親友。
ケアリー・ベル　(Carey Bell)
エリック・ライヴリー /内田夕夜
クルーの兄。
アイリーン・ベル（ Irene Bell ）
ベリンダ・メッツ/高島雅羅
モリーのバンドマネージャー。クルーとケアリーの母。
ネッド・ベル　(Ned Bell)
デイヴ・ウォード/宝亀克寿
モリーのバンドのツアーのバスの運転手。アイリーンの夫。

### その他登場人物
サム
ネッドの幼少時の親友。『のろわれた思い出』にて登場。ネッドとともに、別の親友の死を目の当たりにしたことが判明。
カミラ
カイラ・プラット/坂本真綾
昏睡状態の女の子。『記憶の街の迷い子』にて登場。

## エピソード

### 第1シーズン
| 回 | シリーズ内 回 | 邦題 原題                           | 米国初放送日  | 日本初放送日   | 備考                           |
| -- | ------------- | ----------------------------------- | ------------- | -------------- | ------------------------------ |
| 1  | 1             | 幻の家族再会 Family Reunion         | 1999年1月18日 | 2001年7月12日  |                                |
| 2  | 2             | 予言系サイトの謎 Web Sight          | 1999年1月18日 | 2001年7月19日  |                                |
| 3  | 3             | 失った記憶 Memory                   | 1999年1月25日 | 2001年7月26日  |                                |
| 4  | 4             | わが友ビッグフット Sacrifice        | 1999年2月1日  | 2001年8月2日   |                                |
| 5  | 5             | 幽体離脱する少女 Escape             | 1999年2月8日  | 2001年8月16日  |                                |
| 6  | 6             | グレムリンの逆襲 Simplicity         | 1999年2月15日 | 2001年8月23日  |                                |
| 7  | 7             | 天使のささやき Angel                | 1999年2月22日 | 2001年8月30日  |                                |
| 8  | 8             | 魔法のドラゴン Strangeling          | 1999年3月1日  | 2001年9月6日   |                                |
| 9  | 9             | 永遠の少女レベッカ Rebecca          | 1999年3月15日 | 2001年9月13日  |                                |
| 10 | 10            | 強い念力を持つ少年 Tulpa (aka "PK") | 1999年3月29日 | 2001年9月20日  |                                |
| 11 | 11            | タイム・トンネル脱出 Singularity    | 1999年4月5日  | 2001年9月27日  |                                |
| 12 | 12            | 記憶の街の迷い子 Lost               | 1999年4月12日 | 2001年10月4日  | 出演：ディオンヌ・ワーウィック |
| 13 | 13            | キツネ火の怪 Will O' the Wisp       | 1999年4月23日 | 2001年10月11日 |                                |

### 第2シーズン
| 回 | シリーズ内 回 | 邦題 原題                         | 米国初放送日   | 日本初放送日   | 備考                                               |
| -- | ------------- | --------------------------------- | -------------- | -------------- | -------------------------------------------------- |
| 14 | 1             | 亡き父の奏でるギター Medium       | 1999年8月27日  | 2001年10月18日 |                                                    |
| 15 | 2             | 恐怖のテストドライブ Drive        | 1999年9月13日  | 2001年10月25日 |                                                    |
| 16 | 3             | 伝説の歌姫 Siren                  | 1999年9月10日  | 2001年11月1日  | 出演：ジュエル・ステイト                           |
| 17 | 4             | 悪夢のモンスター Nightmare        | 1999年9月17日  | 2001年11月8日  |                                                    |
| 18 | 5             | ミステリー・サークル Listen       | 1999年9月24日  | 2001年11月15日 | ゲスト出演: シーデイジー                           |
| 19 | 6             | 難破船に眠る悪霊 Mutiny           | 1999年10月1日  | 2001年11月22日 |                                                    |
| 20 | 7             | 死者がよみがえる夜 Boo            | 1999年10月8日  | 2001年11月28日 | 出演：ヘンリー・ウィンクラー                       |
| 21 | 8             | オオカミ少女の秘密 Werewolf       | 1999年10月15日 | 2001年12月8日  |                                                    |
| 22 | 9             | 愛のDNA研究 Second Generation     | 1999年10月22日 | 2001年12月13日 | 出演：ケヴィン・ゼガーズ                           |
| 23 | 10            | オーパからのメッセージ Oopa       | 1999年11月5日  | 2001年12月30日 |                                                    |
| 24 | 11            | 死を予告する精霊 Banshee          | 1999年11月12日 | 2001年12月27日 |                                                    |
| 25 | 12            | 奇妙な幾何学模様 Strange Geometry | 1999年11月19日 | 2001年1月10日  |                                                    |
| 26 | 13            | 完ぺきなクリスマス Fountain       | 1999年12月10日 | 2002年1月17日  |                                                    |
| 27 | 14            | のろわれた思い出 Fall             | 1999年1月7日   | 2002年1月24日  |                                                    |
| 28 | 15            | キツネ火の逆襲 Destiny            | 2000年1月21日  | 2002年1月31日  | ゲスト出演:The Moffatts オーガスト・シェレンバーグ |
| 29 | 16            | 恨みのブルース Blues              | 2000年2月11日  | 2002年2月7日   | ゲスト出演:ボ・ディドリー                          |
| 30 | 17            | 孤独なバーチャル少年 Avatar       | 2001年2月25日  | 2002年2月14日  |                                                    |
| 31 | 18            | よみがえる凍った魂 James Garr     | 2000年3月17日  | 2002年2月21日  |                                                    |
| 32 | 19            | トロールと7つの質問 Troll         | 2000年4月1日   | 2002年2月28日  |                                                    |
| 33 | 20            | 人魚のロマンス Fathom             | 2000年4月22日  | 2002年3月14日  |                                                    |
| 34 | 21            | ロズウェルでの出来事 Roswell      | 2000年5月6日   | 2002年3月21日  |                                                    |
| 35 | 22            | エリートたちの陰謀 Vampire        | 2000年5月20日  | 2002年3月27日  |                                                    |
| 36 | 23            | 犬になったフィー Shelter          | 2000年6月3日   | 2002年4月11日  |                                                    |
| 37 | 24            | ラスト・ステージ Encore           | 2000年6月24日  | 2002年3月28日  |                                                    |
| 38 | 25            | 心臓移植の真相 Transplant         | 2000年8月19日  | 2002年4月4日   |                                                    |
| 39 | 26            | ふたご兄妹のきずな Twin           | 2000年8月19日  | 2002年4月18日  |                                                    |

### 第3シーズン
| 回 | シリーズ内 回 | 邦題 原題                          | 米国初放送日   | 日本初放送日   | 備考                                                                                 |
| -- | ------------- | ---------------------------------- | -------------- | -------------- | ------------------------------------------------------------------------------------ |
| 40 | 1             | 新しい仲間アニー Lightning Rod     | 2000年8月28日  | 2002年4月25日  | フィー役カーラ・デリツィア最終出演回                                                 |
| 41 | 2             | 占い盤の奇怪な予言 Talking Board   | 2000年9月7日   | 2002年5月2日   |                                                                                      |
| 42 | 3             | 腕時計の青い文字盤 Detention       | 2000年9月14日  | 2002年5月9日   |                                                                                      |
| 43 | 4             | 生き霊だったエディ Eddie's Desk    | 2000年9月21日  | 2002年5月16日  |                                                                                      |
| 44 | 5             | ブードゥー人形の恐怖 Voodoo        | 2000年9月28日  | 2002年5月23日  |                                                                                      |
| 45 | 6             | 良い子製造ゲーム Banglebye         | 2000年10月5日  | 2002年5月30日  |                                                                                      |
| 46 | 7             | テープに秘められた声 Rewind        | 2000年10月17日 | 2002年6月14日  |                                                                                      |
| 47 | 8             | 13番出口の怪談 Exit 13             | 2000年10月19日 | 2002年6月13日  |                                                                                      |
| 48 | 9             | 魔法の鏡のじゅ縛 Carnival          | 2000年11月2日  | 2002年6月20日  |                                                                                      |
| 49 | 10            | 宇宙から来た調査員 Earth 101       | 2000年11月9日  | 2002年6月27日  |                                                                                      |
| 50 | 11            | ハチ人間が作った町 Beeing There    | 2000年11月16日 | 2002年7月4日   |                                                                                      |
| 51 | 12            | モンスターの赤ん坊 Changeling      | 2000年12月12日 | 2002年7月11日  |                                                                                      |
| 52 | 13            | 魂を吸いこむカメラ Snapshot        | 2000年12月14日 | 2002年7月18日  |                                                                                      |
| 53 | 14            | 空想画の中の現実 Still Life        | 2001年12月21日 | 2002年7月25日  |                                                                                      |
| 54 | 15            | 埋葬されなかった魂 Grave Mistake   | 2001年3月2日   | 2002年8月1日   |                                                                                      |
| 55 | 16            | 善玉悪玉2人のアニー Pen Pal        | 2001年3月1日   | 2002年8月8日   |                                                                                      |
| 56 | 17            | ミューズに捧げる歌 The Muse        | 2001年4月6日   | 2002年8月15日  | クイン役マット・デイビッド・ジョンソンはアニー役アレックス・ジョンソンの実兄である。 |
| 57 | 18            | 魔術師の師弟対決 The Great Incanto | 2001年5月4日   | 2002年8月22日  |                                                                                      |
| 58 | 19            | メリット王女の愛猫 Meow            | 2001年5月11日  | 2002年8月29日  |                                                                                      |
| 59 | 20            | 古い手紙の真実 Widows Walk         | 2001年6月8日   | 2002年9月5日   |                                                                                      |
| 60 | 21            | バベルの石の魔力 Babble            | 2001年6月29日  | 2002年9月12日  |                                                                                      |
| 61 | 22            | 湖の秘密 Gone Fishin'              | 2001年8月10日  | 2002年9月18日  |                                                                                      |
| 62 | 23            | ミスター マグネット Mr. Magnetism  | 2001年8月17日  | 2002年9月26日  |                                                                                      |
| 63 | 24            | 死人からの電話ベル Dead Ringer     | 2001年8月24日  | 2002年10月3日  |                                                                                      |
| 64 | 25            | 記憶の中の黒ヒョウ Annie's Song    | 2001年9月7日   | 2002年10月10日 |                                                                                      |
| 65 | 26            | 忘却の川に流されて The River       | 2001年9月28日  | 2002年10月10日 |                                                                                      |

## ロケ地
どこかでなにかがミステリーは舞台をアメリカ合衆国としているが、実際には全シリーズを通してカナダのバンクーバーやその近辺で撮影された。また、第一シーズン6話のユタ州シンプリシティなど番組中の舞台になる街は実際には存在しないこともある。第二シーズン20話「人魚のロマンス」では、舞台をバンクーバーとし、撮影場所であるホテル等の名前がそのまま使われた。

## 第三シーズンでの変更
元々第三シーズンではフィーが悪と戦い、亡くなった父リックを現実の世界へ呼び戻す設定であり、既存ライターによってアイデアが練られていたが、フィー役のカーラは第三シーズンの出演を実質上断った。それと共に、ディズニーの志向でシリーズを明るくするため、新キャラクターであるアニーが導入された。主人公役がいなくなったこと、またディズニーの変更に納得がいかなかった既存のライターチームが辞退したことにより、第一、第二シーズンで張られていた伏線は全て回収されることなく終わることとなった。伏線は以下。
- 父リックは自動車事故で亡くなったのではなく、悪の世界の謎をあばこうとしたことにより、悪によって連れ去られてしまった。これにより実際の寿命より早死したため、フィーは悪と戦うことにより父を現実の世界へ取り戻すことができる。S2E15で自動車整備士のマルティネズが、交通事故が起こった段階でリックはすでに亡くなっていたと述べている。
- 母モリーは魔女の血筋であり、予知能力や危険察知能力がある。「ふたご兄妹のきずな」でモリーの予知能力が描かれている。
- 兄ジャックは騎士の生まれ変わりである。「魔法のドラゴン」。
- 何度も登場していた宇宙人は特別な存在であるフィーに会うために地球へやって来ていたが、着陸失敗などにより今まで会うに至らなかった。

## トリビア

### キャスト
- モリー役マッケンジー・フィリップスはママス&パパスのオリジナルメンバー、ジョン・フィリップスの実娘であり、後に自身もバンドの一員として活動していた。役名のモリー・フィリップスは彼女の名をそのまま使用したものである[8]（モリーはマッケンジーのあだ名に相当する）。
- ケアリー役エリック・ライヴリーはゴシップガール等で知られるハリウッド女優、ブレイク・ライヴリーの実兄である。
- 第二シーズン７話「死者がよみがえる夜」では、シリーズのエグゼクティブ・プロデューサーであるヘンリー・ウィンクラーが死者ファーガス役として登場した。
- 第三シーズン17話では、アニー役アレックス・ジョンソンの実兄であるマット・デイビッド・ジョンソンがミューズのクイン役として出演した。
- 第三シーズン１３話「魂を吸いこむカメラ 」でフィービー役として出演したエミリー・ハートは、この回のゲストプロデューサーであったメリッサ・ジョーン・ハートの実妹である。メリッサは同時期のテレビシリーズ「サブリナ」で主人公のサブリナを演じたことで知られる。

### エピソードタイトルのダブルミーニング
英語版のタイトルは、シーズン１とシーズン２では簡潔なタイトルであったが、シーズン３ではひねりのあるダブルミーニングのあるタイトルになっていることが多い。
- E1 Lightning Rod - 避雷針（エピソード中雷が起こる）。注目の的になる人（新キャラクターのアニー）。
- E7 Rewind - 巻き戻し（レコーディングテープ）。過去に遡る（アニーのクロヒョウの記憶）。
- E11 Beeing There - [正しくはbeing there] 誰かのためにそこにいること（市長に尽くすハチ人間たち）。Bee （ハチ）が掛けられている。
- E14 Still Life - 静物画（実際に画家が描いたのは風景画ではあるものの、絵画のことを指す）。静かな人生（画家が求めていたもの）。
- E15 Grave Mistake - 大きな過ち。Graveは墓も意味する。
- E16 Pen Pal - 分身（もう一人のアニー）。文通相手（アニーがもう一人の自分からポストカードを受け取る）。
- E20 Widow's Walk - Widow's Walkは建築用語で、海沿いの家の上にある見張り所のことを指す（ハズビーさんが海に面して立っていた家の塔）。Widowは夫を失った女性（夫を海難事故で失ったハズビーさんのこと）。
- E21 Babbel - バベルの塔は本来'Babel'と記される。Babbelとは意味の分からないことを話すという意味（ディスレクシアを持つ生徒の混乱から）。
- E22 Gone Fishin' - 釣りに出ること。現実から離れてどこかへ行ってしまうこと（湖の底に住む男のことを指す）。
- E24 Dead Ringer - 死人からの電話。生き写し、そっくりの状況（ジャックがガラスを割ったままのアップルバームさんの家）。
- E26 The River - Sell down the riverは裏切りを意味する（荷物を送りつけたジグラー）。

### その他トリビア
- 全シリーズを通してオープニングに女性の幽霊が廃墟を走り去る映像が使用されているが、この映像は他のオープニング映像と違い、どのエピソードにも使用されていない。これは第一シーズン６話「グレムリンの逆襲」が撮影された廃墟をアソシエイト・プロデューサーであったコア・パドルスキーが走り抜ける映像をCGで幽霊の様に仕立てたものである。
- 第一シーズン2話で、一行がカフェでモリーの酷評の記事を書いたスペンサーの話をし、アイリーンが気を利かせてネッドとクルーをテーブルの下で蹴って黙らせようとするが、モリーに「アイリーン！家族を蹴るのをやめなさい」と言われるシーンがある。この流れは出演者達によるアドリブである。
- 第一シーズン12話の「記憶の街の迷い子」でフィーが使ったマップ形成ソフトは、当時のポケモンのコンピューターゲームであった。
- 第二シーズン6話の「難破船に眠る悪霊」でネッドが繰り返し難破船のシンボルを描いていた紙は、モリーのバンド一行のツアーリストであり、行き先の町名と州名が書かれている。
- 第三シーズン14話の出だしでケアリーがハーモニカで吹くメロディーは、第二シーズン１６話の「Last Night Blues」で父ネッドが吹いたメロディーある。

## スタッフ
英語オリジナル版
- 原案 - トム・J・アストル
- 製作総指揮 - ヘンリー・ウィンクラー、トム・J・アストル、ミシェル・デイビス、アレック・グリフィス、アリ・マリー・マシソン（シーズン1～2）、ジョン・クックシー（シーズン1～2）、ラリー・シュガー（シーズン2～3）、ジョン・マンデル、ブルース・ジマーマン
- テーマ音楽 - ジョン・クックシー
- 製作 - シュガー・エンターテインメント（シーズン1～2）、ノー・イコール・エンターテインメント（シーズン3）、フェア・ディンカム・プロダクション

日本語吹き替え版
- 翻訳 - 佐藤恵子[9]
- 演出 - 木村絵理子
- 調整 - 柳川久子
- 音響効果 - 倉橋静男（第1話 - 第4話）、武藤晶子（第5話 - 最終話）
- 録音制作 - 東北新社